# Nassandres-sur-Risle
Nassandres-sur-Risle – gmina we Francji, w regionie Normandia, w departamencie Eure. W 2013 roku liczba ludności wynosiła 2395 mieszkańców. 
Gmina została utworzona 1 stycznia 2017 roku z połączenia czterech ówczesnych gmin: Carsix, Fontaine-la-Soret, Nassandres oraz Perriers-la-Campagne. Siedzibą gminy została miejscowość Nassandres.